# Телодерма моховита
Телодерма моховита (Theloderma corticale) — вид земноводних з роду Theloderma родини Веслоногі. Інша назва «тонкінська великоока жаба».

## Опис
Загальна довжина досягає 7—9 см. Спостерігається статевий диморфізм: самиці більші за самців. Зовнішній вигляд цієї амфібії доволі дивний та незвичайний. Усе тіло вкрите пухирцями і шипиками, завдяки чому поверхня жаби нагадує кущики моху. Забарвлення складається з зелених і темних, майже чорних широких поперечних смуг, що розташовані почергово. Морда дещо сплощена, витягнута і закруглена на кінці. На кінцях пальців усіх лап помітні розвинені круглі присоски. Плавальна перетинка є тільки на задніх лапах, вона невелика, досягає тільки середини пальців.

## Спосіб життя
Полюбляє дощові ліси, невеликі стоячі водойми, печери або напівзруйновані будівлі. Більшу частину життя проводить у воді. Зустрічається на висоті 700–1500 м над рівнем моря. Активна вночі. Живиться комахами, перш за все цвіркунами, кониками, тарганами, хробаками, метеликами, мухами.
Самиця відкладає яйця у воду, під каміння або впалі дерева.

## Розповсюдження
Це ендемік В'єтнаму.